# Lineus grubei
Lineus grubei är en djurart som tillhör fylumet slemmaskar, och som först beskrevs av Ambrosius Arnold Willem Hubrecht 1879.  Lineus grubei ingår i släktet Lineus och familjen Lineidae. Inga underarter finns listade i Catalogue of Life.